# Marktleugast
Marktleugast là một đô thị thuộc huyện Kulmbach bang Bayern nước Đức

## Các khu vực dân cư

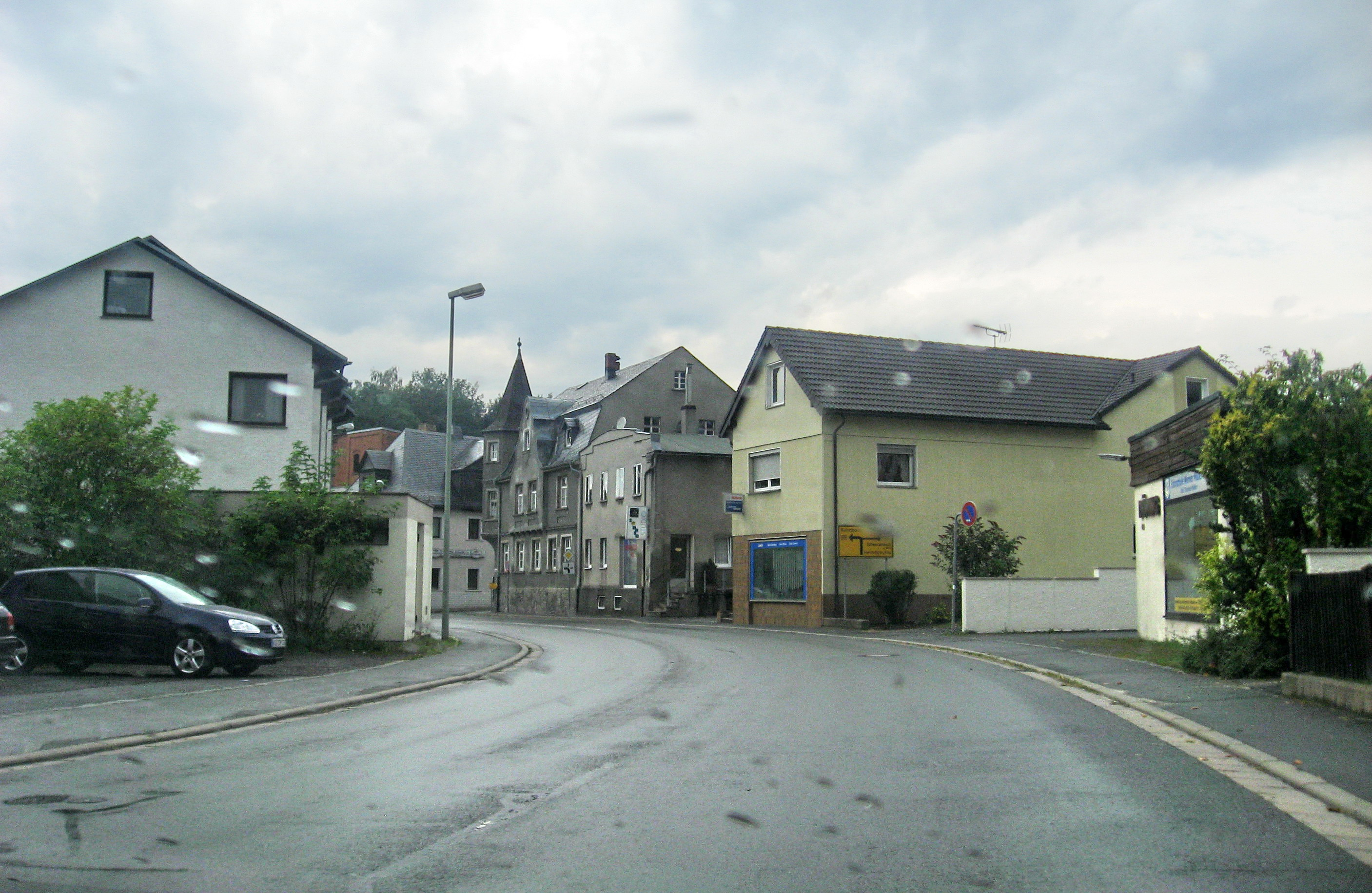
Marktleugast

Marktleugast is arranged in the following boroughs:
| - Baiersbach - Filshof - Großrehmühle - Hanauerhof - Hermes - Hinterrehberg | - Hohenberg - Hohenreuth - Kleinrehmühle - Kosermühle - Mannsflur - Marienweiher | - Marktleugast - Mittelrehberg - Neuensorg - Ösel - Roth - Steinbach | - Tannenwirtshaus - Traindorf - Vorderrehberg - Weihermühle - Zegastmühle |